# Травин, Сергей Викторович
Травин Сергей Викторович (род. 9 января 1972), капитан 1 ранга, гидрограф, начальник Управления навигации и океанографии Минобороны России (с 2013 по 2019 год), кандидат технических наук.

## Биография
Родился в Риге, в Латвийской ССР (в настоящее время Латвийская республика).
В 1989 году окончил Ленинградское нахимовское военно-морское училище.
В 1994 году окончил гидрографический факультет ВВМУ им. Фрунзе.
С октября 1995 года по июль 1996 года обучался в ВСОК ВМФ по специальности офицер-гидрограф.
После окончания ВВМУ им. Фрунзе получил назначение в 1 ТОГЭ на должность старшего помощника командира гидрологической партии. Участвовал в исследованиях морей Дальнего Востока.
С июля 1996 года — офицер отдела дальней радионавигации, с 1999 г. — старший офицер отдела космической навигации 460 ЦДРН ВМФ. Участвовал в работах по повышению эффективности НГО сил флота.
С марта 2000 г. по 2004 г. — заместитель начальника ФГУП «18 Специализированное конструкторско-технологическое бюро ВМФ». Руководил проектированием навигационного оборудования военно-морских баз и строящихся крупных портов России.
В 2004 году окончил Санкт-Петербургский государственный университет экономики и финансов по специальности «Финансы и кредит».
В 2006 году защитил диссертацию на соискание учёной степени кандидата технических наук.
С 2004 г. по 2013 г. — руководитель АО «780 Ремонтный завод технических средств кораблевождения». Решал задачи, связанные с ремонтом, изготовлением и сервисным обслуживанием морских средств навигации и океанографии и средств навигационного оборудования для обеспечения безопасности мореплавания.
С октября 2013 г. по 2019 г. — начальник Управления навигации и океанографии Минобороны России. Неоднократно возглавлял делегации РФ на различных международных конференциях и форумах. Под его руководством велось строительство новых гидрографических судов и техническое переоснащение гидрографических служб флотов, были открыты новые острова и другие объекты, присоединен участок дна Охотского моря и закреплены юридические права страны на континентальный шельф в центральной части Баренцева моря.
Также с 2013 года был главным редактором научно-технического журнала «Записки по гидрографии».
В 2015 году был избран Председателем Гидрографической комиссии Балтийского моря.

## Уголовное дело
В октябре 2018 года Сергей Травин получил условный срок за злоупотребление полномочиями. Вместе с бывшим гендиректором Государственного научно-исследовательского навигационно-гидрографического института Минобороны (ОАО «ГНИНГИ») Сергеем Курсиным он уволил главного бухгалтера предприятия АО «780 Ремонтный завод технических средств кораблевождения», а затем вновь принял на работу, начисляя необходимые выплаты. Ущерб от этих действий превысил 2 млн рублей.
24 июля 2019 Ленинградский окружной военный суд вынес обвинительный приговор начальнику Управления навигации и океанографии Минобороны Сергею Травину за хищение почти 70 млн рублей при работе над российской заявкой в ООН по расширению границ арктического шельфа. Капитан 1 ранга был признан виновным в особо крупном мошенничестве и взят под стражу в зале суда. Его приговорили к 7 годам колонии общего режима, штрафу в 500 тысяч рублей и лишению воинского звания капитан 1 ранга.
В 2021 году администрация колонии № 5 подала прошение о смягчении Травину условий отбывания и переводе в колонию-поселение. В переводе было отказано.

## Награды
- орден Почёта
- медаль ордена «За заслуги перед Отечеством II степени»
- медаль «За возвращение Крыма»
- ведомственные медали Минобороны[1]